# 内田泰喜
内田 泰喜（うちだ やすき、12月20日 - ）は、日本の男性声優。2011年7月までビーボに所属していた。兵庫県出身。身長173 cm。星座はいて座。趣味は映画・演劇鑑賞、読書、ゲーム。

## 出演

### テレビアニメ
- Over Drive（観客）

### 吹き替え
- アイルランド（ギウン）
- アルマゲドン2007
- ウエディング（ルイ）
- がんばれ!ベンチウォーマーズ（マーカス）
- クリミナル・マインド4 FBI行動分析課
- The O.C. （デニス・チルドレス）
- ドレイク&ジョシュ（ジョシュ）
- ナイトメア ミュージアム（ベルベル人）
- フラッシュポイント -特殊機動隊SRU-（スパイク）
- プリンセス・プロテクション・プログラム
- 恋愛ルーキーズ
- ワイルドサヴェージ（エズラ）
- セサミストリート（バート）※テレビ東京版・DVD版

### ゲーム
- がくえんゆーとぴあ まなびストレート!
キラキラ☆Happy Festa!（カレー屋さん、他）
- 召喚少女 〜ElementalGirl Calling〜（スルトーン）

### ドラマCD
- 月下美人〜月夜に輝く一輪の花〜（嵐山碧）
- 浪漫狩り１(紳士)

### 舞台
- マクベス（暗殺者）

### その他
- 子ども放送局（ナレーション）
- 爆竜戦隊アバレンジャーラジオCM（ナレーション）

| スタブアイコン | サブスタブ | この項目は、まだ閲覧者の調べものの参照としては役立たない、声優（ナレーターを含む）に関連した書きかけの項目です。この項目を加筆・訂正などしてくださる協力者を求めています（P:アニメ/PJ:芸能人）。 |